# NEEMO
NEEMO er en forkortelse som står for NASA Extreme Environment Mission Operations, er et NASA-program (fra og med 2001) for at studere menneskelig overlevelse i et undersøisk laboratorium som forberedelse for fremtidig udforskning af Solsystemet.
Aquarius er en undersøisk installation lokaliseret nær Key Largo i Florida. Den er en af National Oceanic and Atmospheric Administration (NOAA) og opereres af National Undersea Research Center (NURC) fra University of North Carolina–Wilmington som en studiebase for marinbiologi.
NASA har brugt basen siden 2001 i en serie af undersøiske missioner, som regel med en varighed på 2 uger eller mere, astronauter og andre deltager. Deltagerene kaldes for "aquanauter", og i stedet for "dykning", udføres der "rumvandringer" (Extra-vehicular activity - EVA). Grupper med NASA-ansatte og kontraktansatte lever nede i «Aquarius» op til tre uger af gangen.
For NASA, er Aquarius er overbevisende analog til sammenligning med langvarige bemandede rum-missioner, og NEEMO-aquanautene udsættes for mange af de samme opgaver og udfordringer undervands som de vil møde rummet.

## NEEMO-missioner
| Mission                  | Start dato               | Slut dato                | År                       | NASA "aquanauter"                                                             | Andet personale                                         | Link                                                        |                          |
| NEEMO-missioner for NASA | NEEMO-missioner for NASA | NEEMO-missioner for NASA | NEEMO-missioner for NASA | NEEMO-missioner for NASA                                                      | NEEMO-missioner for NASA                                | NEEMO-missioner for NASA                                    | NEEMO-missioner for NASA |
| ------------------------ | ------------------------ | ------------------------ | ------------------------ | ----------------------------------------------------------------------------- | ------------------------------------------------------- | ----------------------------------------------------------- | ------------------------ |
| NEEMO 1                  | 21. oktober              | 27. oktober              | 2001                     | Michael Gernhardt, Michael Lopez-Alegria, William Todd, Dafydd Williams (CSA) | Mark Hulsbeck, Ryan Snow                                | NEEMO-history Arkiveret 8. oktober 2006 hos Wayback Machine |                          |
| NEEMO 2                  | 13. maj                  | 20. maj                  | 2002                     | Michael Fincke, Marc Reagan, Daniel Tani, Sunita Williams                     | Thor Dunmire, Ryan Snow                                 | NEEMO-history Arkiveret 8. oktober 2006 hos Wayback Machine |                          |
| NEEMO 3                  | 15. juli                 | 21. juli                 | 2002                     | Gregory Chamitoff, Jonathan Dory, Danny Olivas, Jeffrey Williams              | Byron Croker, Michael Smith                             | NEEMO-history Arkiveret 8. oktober 2006 hos Wayback Machine |                          |
| NEEMO 4                  | 23. september            | 27. september            | 2002                     | Paul Hill, Scott Kelly, Jessica Meir, Rex Walheim                             | James Talacek, Ryan Snow                                | NEEMO-history Arkiveret 8. oktober 2006 hos Wayback Machine |                          |
| NEEMO 5                  | 16. juni                 | 29. juni                 | 2003                     | Clayton Anderson, Garrett Reisman, Peggy Whitson, Emma Hwang                  | Den længste og mest udfordrende NEEMO-mission så langt. | NEEMO 5Arkiveret 25. september 2012 hos Wayback Machine     |                          |
| NEEMO 6                  | 12. juli                 | 21. juli                 | 2003                     | John Herrington, Nicholas Patrick, Doug Wheelock, Tara Ruttley, Marc Reagan   |                                                         | NEEMO 6Arkiveret 25. september 2012 hos Wayback Machine     |                          |
| NEEMO 7                  |                          |                          |                          | Robert Thirsk, Cady Coleman, Mike Barratt,                                    | Craig McKinley, Bill Todd                               | NEEMO 7 Arkiveret 3. marts 2008 hos Wayback Machine         |                          |
| NEEMO 8                  |                          |                          |                          | Michael Gernhardt, John Olivas, Scott Kelly, Monika Schultz                   | Craig Cooper, Joe March                                 | NEEMO 8 (Webside ikke længere tilgængelig)                  |                          |
| NEEMO 9                  | 3. april                 | 20. april                | 2006                     | Dave Williams, Nicole Stott, Ronald Garan, Tim Broderick                      | Jim Buckley, Ross Hein                                  | NEEMO 9                                                     |                          |
| NEEMO 10                 | 22. juli                 | 28. juli                 | 2006                     | Koichi Wakata (JAXA), Andrew Feustel, Karen Nyberg                            | Karen Kohanowich, Mark Hulsbeck, Dominic Landucci       | NEEMO 10                                                    |                          |
| NEEMO 11                 | 16. september            | 22. september            | 2006                     | Sandra Magnus, Timothy Kopra, Timothy J. Creamer, Robert Behnken              | Roger Garcia, Larry Ward                                | NEEMO 11                                                    |                          |
| NEEMO 12                 | 7. maj                   | 17. maj                  | 2007                     | Heidemarie Stefanyshyn-Piper, Jose Hernandez, Josef Schmid, Timothy Broderick | James Talacek, Dominic Landucci                         | NEEMO 12                                                    |                          |
| NEEMO 13                 | 6. august                | 15. august               | 2007                     | Nicholas Patrick, Richard Arnold, Satoshi Furukawa (JAXA), Timothy Broderick  | Christopher Gerty                                       |                                                             |                          |